# Klaudia Periša
Klaudia Periša (ur. 10 grudnia 1996 w Szybeniku) – chorwacka koszykarka występująca na pozycjach rzucającej lub niskiej skrzydłowej, obecnie zawodniczka BC Belfius Namur Capitale.
11 stycznia 2020 została zawodniczką BC Belfius Namur Capitale. 

## Osiągnięcia
Stan na 12 stycznia 2020, na podstawie, o ile nie zaznaczono inaczej.
Drużynowe
- Wicemistrzyni Chorwacji (2012)
- Finalistka pucharu Chorwacji (2013)[4]

Indywidualne
(* – nagrody przyznane przez eurobasket.com)
- Zaliczona do II składu ligi chorwackiej (2017, 2018)[5][6]

Reprezentacja
- Uczestniczka mistrzostw Europy:
  - U–18 (2013 – 13. miejsce, 2014 – 8. miejsce)
  - U–16 (2011, 2012 – 9. miejsce)
  - U–20 dywizji B (2016)